# Bakersville (Caroline du Nord)
Pour les articles homonymes, voir Bakersville.
La ville de Bakersville est le siège du comté de Mitchell, situé en Caroline du Nord, aux États-Unis.

## Démographie
Au recensement de 2000, la population était de 357 habitants, dont 168 ménages et 97 familles. La densité de population était de 183,8 hab/km2.
La répartition ethnique était de 99,72 % d'Euro-Américains. Le revenu moyen était de 15 997 dollars avec 18,2 % de la population sous le seuil de pauvreté.

## Source
- (en) Cet article est partiellement ou en totalité issu de l’article de Wikipédia en anglais intitulé « Bakersville, North Carolina » (voir la liste des auteurs).

1. ↑  « How much do you know about your county? », sur County Explorer (consulté le 11 août 2020).
2. ↑  http://factfinder2.census.gov/faces/nav/jsf/pages/index.xhtml